# NGC 6549
NGC 6549 (ook: NGC 6550) is een spiraalvormig sterrenstelsel in het sterrenbeeld Hercules. Het hemelobject werd op 27 juli 1864 ontdekt door de Duitse astronoom Albert Marth.

## Synoniemen
- UGC 11114
- MCG 3-46-12
- ZWG 113.19
- KCPG 529A
- PGC 61399